# 上町 (会津若松市)
上町（うわまち）は、福島県会津若松市の町。郵便番号は965-0034。

## 概要
会津若松市市街地の中央部付近に位置しており、周辺には繁華街などの商業地などが広がる。

## 地理
会津盆地の南東部に位置する会津地方の中心都市、会津若松市の北西部に位置する。主に北側、東側などの周囲の地域とともに阿賀川の支流、湯川、溷川やその支流などにより形成された扇状地上に発達した会津若松市の中心市街地の一部を形作る。東は行仁町、旭町、西は馬場町、馬場本町、南は栄町、宮町、北は相生町に接する。

## 歴史

### 中世
中世、現在の会津若松市付近は相模国三浦氏の一族、蘆名氏によって治められていた。蘆名氏は城を築いてこれを鶴ヶ城と称し、周辺は重臣や商人などが集住していたとされる。その後、伊達政宗の入城を経て豊臣秀吉の奥州仕置により蒲生氏郷が入り、城下を若松とした。

### 近世
江戸時代、若松城下郭外のうち北部の町の総称が上町で、大町、馬場町、甲賀町、一之町、二之町、三之町、四之町、五之町、六日町、博労町、大工丁、杣町（そままち）、槻町（つきのきまち）、中六日町、中六日町横丁、竪三日町、横三日町、本郷町、野伏町（のぶしまち）、行人町、南横町、屋敷町、愛宕町、堀江丁、阿弥陀町、台町（だいのまち）、寺町、東名子屋町、組町のことをさしていた。これらはすべて大町から東の町である。
このうち、一之町、二之町、四之町、五之町、甲賀町、博労町、六日町、中六日町、野伏町、本郷町、竪三日町、大工町、槻木町はそれぞれ一部または全部がのちに現在の上町の一部となる。

#### 各町の概要

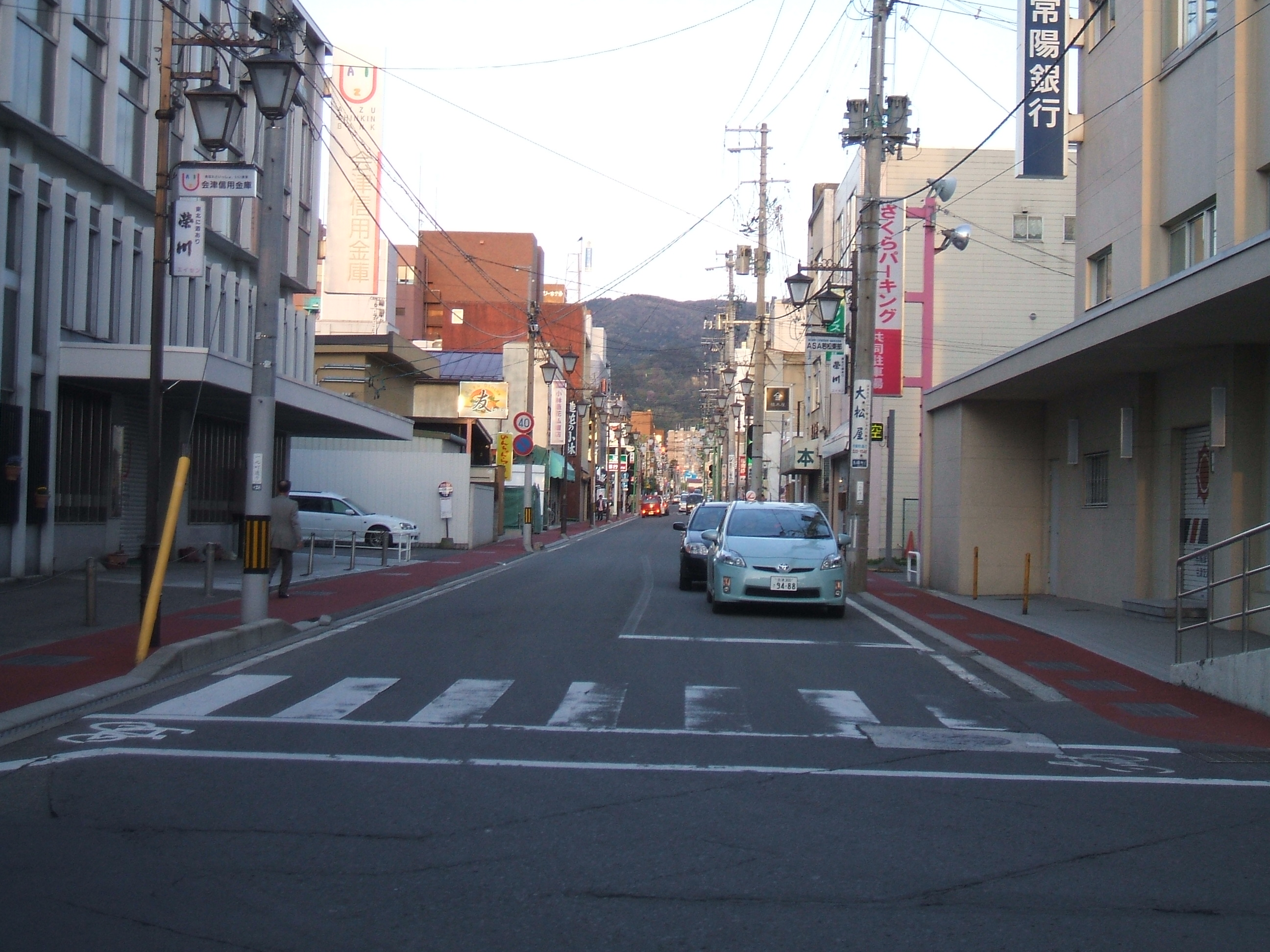
現在の一之町通り

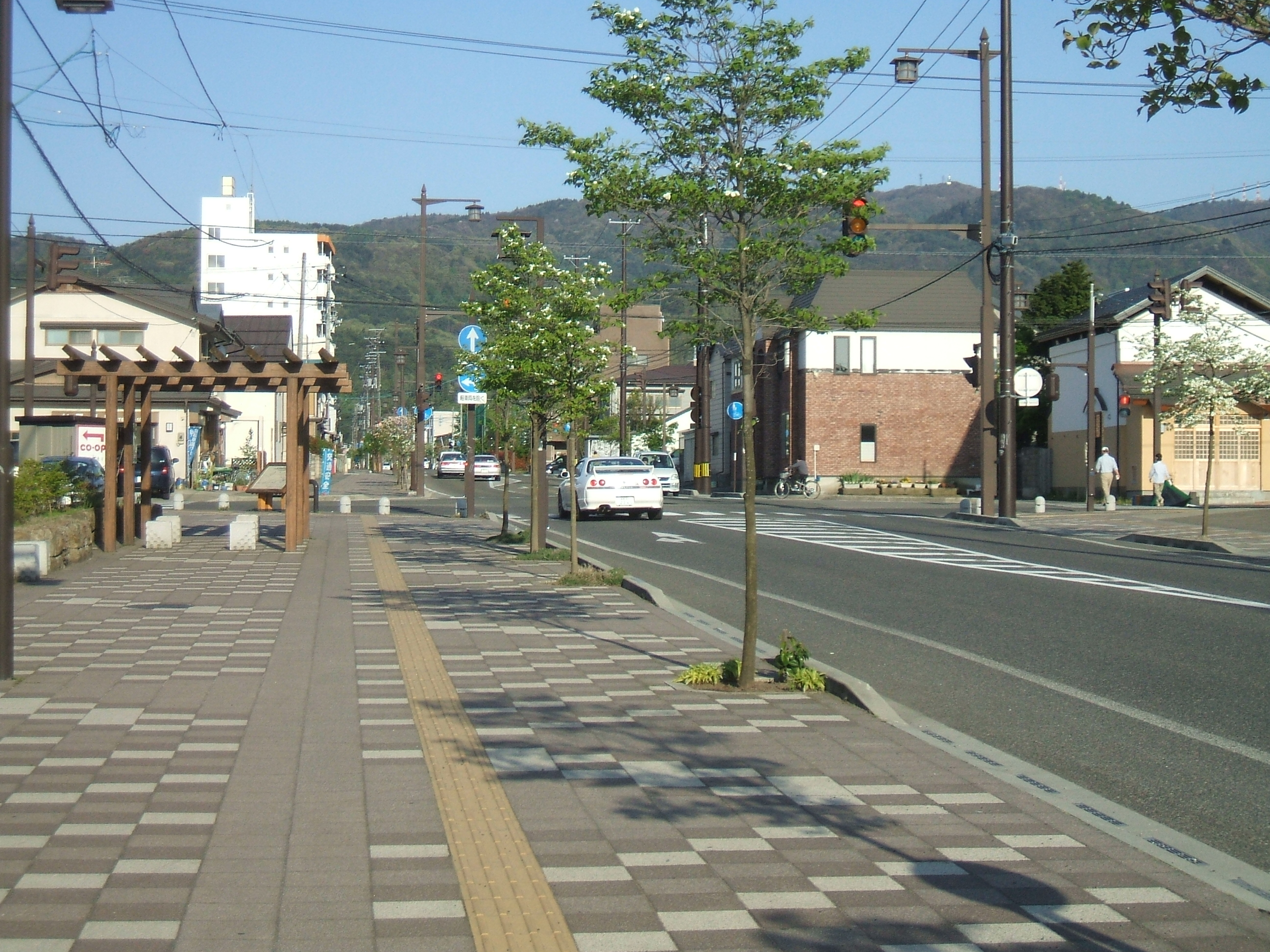
現在の五之町付近の様子

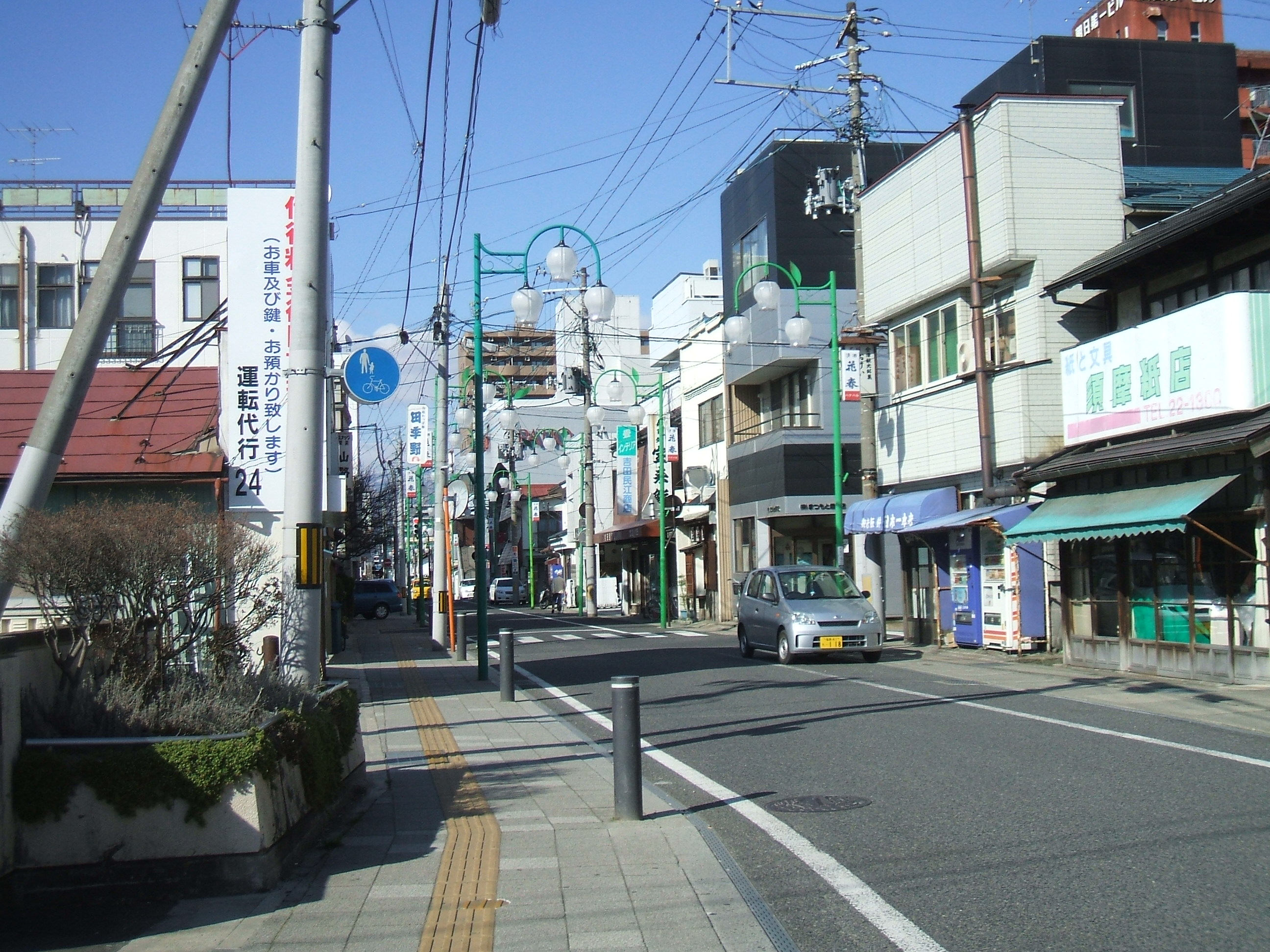
現在の甲賀町付近の様子

##### 一之町
一之町は、若松城下の城郭外北部に属しており、西側の大町から馬場町を経て東側の甲賀町に至る東西を結ぶ通りで、幅は4間あった。西側の大町から馬場町までを下一之町、東側の馬場町から甲賀町までを上一之町といった。

##### 二之町
二之町は、若松城下の城郭外北部に属しており、西側の大町から馬場町を経て東側の中六日町に至る東西を結ぶ通りで、一之町の北に位置していたほか、幅は4間であった。また、二之町には特権商人で若松の塩宿となった人物が居住したとされる。西側の大町から馬場町までを下二之町、東側の馬場町から中六日町までを上二之町といった。

##### 三之町
三之町は、若松城下の城郭外北部に属しており、西側の大町から馬場町を経て東側甲賀町に至る東西を結ぶ通りで、二之町の北に位置していたほか、幅は3間であった。西側の大町から馬場町までを下三之町、東側の馬場町から甲賀町までを上三之町といった。ただし、本町は現在の上町の町域には含まれないとされている。

##### 四之町
四之町（しのまち）は、若松城下の城郭外北部、西側の大町から馬場町を経て東側の博労町に至る東西の通りで、三之町の北に位置していたほか、幅は4間であった。西側の大町から馬場町までを下四之町、東側の馬場町から博労町までを上四之町といった。

##### 五之町
五之町、若松城下の城郭外北部、西側の大町から馬場町を経て東側の中六日町に至る東西の通りで、四之町の北に位置していたほか、幅は3間であった。また、五之町には元禄年間に移った臨済宗実相寺があった。西側の大町から馬場町までを下五之町、東側の馬場町から中六日町までを上五之町といった。

##### 甲賀町
甲賀町（こうかまち）は若松城下の城郭外北部、当時の上町に属する町で、南側は甲賀町口、北側は滝沢組町に接する幅4間あまりの通りであった。傍出町として大工町があったほか、甲賀町は文禄年間の成立で、蒲生氏郷が日野（近江）から移住した商工業者を置いた町であるとされる。このため、かつては日野町と呼ばれていたが、加藤氏が甲賀町と改称したとされる。

##### 博労町
博労町（ばくろうまち）は若松城下の城郭外北部、当時の上町に属する町で、南側は六日町、北側は滝沢町に接する幅5間の通りであった。町名はかつて住民の多くが博労であったことによるとされる。また、当町は新町に属していた時期があった。新町とは蒲生氏郷による町割り以後にできた町で、文禄年間に新しくできたとされている。当町では馬市があったが、のちに行人町に移り、貞享年間には米屋、酒屋、塩屋、茶屋、麹屋、質屋、大工などの職業が見られている。

##### 六日町
六日町は、若松城下の城郭外北部、六日町口郭門から北に続く通りで、甲賀町の東に位置する上二之町まで至る幅5間の通りであった。町名は6の日に市を立てたことに由来し、南側、大工町から南を上六日町、北側を本六日町といったほか、蘆名氏が本郷村から黒川城に入った際にともに移ったものとされる。

##### 中六日町
六日町は、若松城下の城郭外北部、北側は滝沢組町、南側は本郷町に接する幅4間の通りで、西側には博労町が位置していた。職人、商人などが多く住んでいたとされる。

##### 野伏町
野伏町は若松城下の城郭外北部、当時の上町に属し、本郷町の北側に位置している通りで、東側は行人町、西側は甲賀町（こうかまち）に接していた。町名はもともと大沼郡本郷村岩崎の城下に起源があり、弓組足軽居住したことによる。また、中六日町の東側を上野伏町、西側を下野伏町といい、幅3間の通で職人、商人などが居住していた。加えて、野伏町は天正または文禄年間の間に移転したとされている。

##### 本郷町
本郷町は、若松城下の城郭外北部、当時の上町に属し、竪三日町の北側に位置している通りで、東側は行人町、西側は中六日町に接していた。本郷町の町名は天正年間に大沼郡本郷村から移ったことによるとされ、職人、商人などが居住していたとされている。

##### 竪三日町
竪三日町は当時、立三日町とも書いた町で、若松城下の城郭外北部、当時の上町に属し、槻木町（つきのきまち）の北側に位置している通りで、東側は千石町、西側は本六日町に接していた。町名は3のつく日に市が立っていたことに由来し、幅は4間あまりの通りであった。また、竪三日町も天正年間に大沼郡本郷村から移ったとされている。

##### 大工町
大工町は若松城下の城郭外北部、当時の上町に属する町で、幅3間あまりの通りであった。甲賀町の南側と本六日町を結ぶ位置にあり、かつては士屋敷が多かったがその後、工匠が多く住むようになったとされる。また、町名はこの工匠が多く住んでいたことによるとされる。

##### 槻木町
槻木町は若松城下の城郭外北部、当時の上町に属する町で、幅3間あまりの通りであった。鳥居町の北に位置しており、町名はかつて、大きな槻が槻木町と中六日町を結ぶ小路にあったことによるとされる。

### 近代
若松城下に大きな被害を残した戊辰戦争ののち、明治時代に入ると、江戸時代からの若松城下の町は再編された。現在の上町周辺では、一之町が若松大町一之町、若松馬場一之町、若松上一之町、二之町が若松大町二之町、若松馬場二之町、若松上二之町、四之町が若松大町四之町、若松馬場四之町、若松上四之町、五之町が若松大町五之町、若松馬場五之町、若松上五之町、六日町が若松上六日町、若松本六日町、野伏町が若松上野伏町、若松下野伏町となったほか、中六日町は堀江町を編入した。また、そのほかの町もそれぞれ若松を冠する町名に変更となった。その後、これらの町は1889年に町村制の施行によりそれぞれ若松町内の町名となったほか、合わせて若松を冠称しない上一之町、本六日町などの町名となった。1899年には若松町の市制施行によりそれぞれ若松市の町名となる。

### 現代
1955年、当時の若松市と高野村、一箕村、神指村、門田村、東山村、大戸村、湊村が合併、会津若松市となったことから、以後上町、本六日町など周辺の地域は同市の町となる。その後、1960年代に会津若松市の住居表示が実施され、現在の上町周辺も対象となる。そして、1966年、旧来の上一之町、上二之町、上四之町、本六日町、下野伏町に加えて、上五之町、甲賀町、博労町、中六日町、本郷町、竪三日町、槻木町、大工町のそれぞれ一部により上町が誕生した。

## 町名の変遷
| 実施後 | 実施年月日               | 実施前           |
| ------ | ------------------------ | ---------------- |
| 上町   | 1966年（昭和41年）9月1日 | 上一之町         |
| 上町   | 1966年（昭和41年）9月1日 | 上二之町         |
| 上町   | 1966年（昭和41年）9月1日 | 上四之町         |
| 上町   | 1966年（昭和41年）9月1日 | 本六日町         |
| 上町   | 1966年（昭和41年）9月1日 | 下野伏町         |
| 上町   | 1966年（昭和41年）9月1日 | 上五之町（一部） |
| 上町   | 1966年（昭和41年）9月1日 | 甲賀町（一部）   |
| 上町   | 1966年（昭和41年）9月1日 | 博労町（一部）   |
| 上町   | 1966年（昭和41年）9月1日 | 中六日町（一部） |
| 上町   | 1966年（昭和41年）9月1日 | 竪三日町（一部） |
| 上町   | 1966年（昭和41年）9月1日 | 槻木町（一部）   |
| 上町   | 1966年（昭和41年）9月1日 | 大工町（一部）   |
| 上町   | 1966年（昭和41年）9月1日 | 本郷町（一部）   |

## 世帯数と人口
2017年（平成29年）8月1日現在の世帯数と人口は以下の通りである。
| 町丁 | 世帯数  | 人口  |
| ---- | ------- | ----- |
| 上町 | 351世帯 | 608人 |

## 交通

### バス
町内を通る会津若松市道などで会津乗合自動車によるバスが運行されている。

#### 系統
- 市内1コース
- 市内2コース
- 金堀線

### 道路
- 福島県道325号湯川大町線

## 施設

### 郵便局
- 若松上町郵便局

### そのほか
- センチュリーホテル

## 神社、寺院、史跡など

### 神社
- 津島神社
- 熊野神社

### 観光地
- 金看板資料館